# Sabine Walper
Sabine Walper (* 12. Juli 1956 in Düsseldorf) ist eine deutsche Psychologin. Sie ist Direktorin des Deutschen Jugendinstituts.

## Studium und Beruf
Nach dem Abitur studierte Sabine Walper ab 1975 an der Heinrich-Heine-Universität Düsseldorf Psychologie und schloss das Studium als Diplompsychologin an der Technischen Universität Berlin 1981 ab. Von Herbst 1981 bis Sommer 1982 war sie Teilnehmerin an einem Graduiertenprogramm der University of California, Berkeley. Noch 1982 wurde sie wissenschaftliche Mitarbeiterin im Bereich Pädagogische Psychologie an der TU Berlin. Nach Teilnahme an einem drittmittelgeförderten Kooperationsprogramm der Freien Universität Berlin, der Technischen Universität Berlin, der Universität Trier und des Max-Planck-Instituts für Bildungsforschung für Doktoranden promovierte Walper 1986 mit einer Arbeit über Familien unter ökonomischer Deprivation bei Rainer K. Silbereisen an der Technischen Universität Berlin zum Dr. phil. 1989 wechselte sie nach München an die Abteilung für Familienforschung des Staatsinstituts für Frühpädagogik, 1992 als wissenschaftliche Assistentin in den Bereichen Persönlichkeitspsychologie und Pädagogische Psychologie an die Ludwig-Maximilians-Universität München, wo sie sich 1999 für das Fach Psychologie habilitieren konnte. Nach Ausbildungen in Verhaltenstherapie, Gesprächstherapie und Familientherapie wurde sie 1999 als psychologische Psychotherapeutin approbiert.
2001 wurde sie Professorin für Pädagogik am Institut für Pädagogik der Universität München. Ab 2012 war sie Forschungsdirektorin des Deutschen Jugendinstituts und ist seitdem an der Universität München beurlaubt. Als Nachfolgerin von Thomas Rauschenbach ist sie seit 2021 Vorstandsvorsitzende und Direktorin des Deutschen Jugendinstituts.
Sabine Walper ist verheiratet und ist Mutter zweier erwachsener Söhne.

## Fachliche Interessen
Der Schwerpunkt von Sabine Walpers Arbeit liegt in der Erforschung familiärer Bedingungen. Ihr besonderes Augenmerk liegt dabei auf der Erziehung und Entwicklung von Kindern und Jugendlichen unter den genannten Bedingungen, zum Beispiel Stieffamilien, Alleinerziehung und Armut in Familien. Ein Ziel ist dabei die gezielte Förderung elterlicher Erziehungskompetenzen. Formen der Partnerschaft bei Jugendlichen werden von ihr in unterschiedlichen kulturellen Kontexten untersucht.
Ein Projekt, an dem Sabine Walper mitarbeitete, ist ein Elternkurs zur Vermittlung von Erziehungskompetenzen unter dem Namen Kinder im Blick, von dem auch Fachkollegen profitieren sollen.
Walper war bis 2022 in der Projektleitung der multidisziplinären Längsschnittstudie pairfam schwerpunktmäßig zuständig für den Bereich Erziehungsverhalten und kindliche Entwicklung. Die Studie war auf 14 Jahre angelegt mit dem Ziel der Erforschung von partnerschaftlichen und familialen Lebensformen in Deutschland.
Sabine Walper ist Mitherausgeberin der Fachzeitschrift Psychologie in Erziehung und Unterricht und der Zeitschrift für Soziologie der Erziehung und Sozialisation.

## Mitgliedschaften und Ehrungen
- Deutsche Gesellschaft für Psychologie (DGPs), Fachgruppe Entwicklungspsychologie
- International Society for the Study of Behavioural Development (ISSBD)
- International Academy of Family Psychology (IAFP)
- National Council on Family Relations (NCFR), USA
- Society for Research in Child Development (SRCD)
- Society for Research on Adolescence (SRA)[2]

Als Mitglied in wissenschaftlichen Beiräten ist Walper beratend für politische Organe tätig.
- 2003: Therese von Bayern-Preis der Therese von Bayern-Stiftung[7]
- 2007: Präventionspreis der Deutschen Liga für das Kind für den Elternkurs Kinder im Blick[2]

## Schriften (Auswahl)
Researchgate verzeichnet 392 Publikationen unter Beteiligung Sabine Walpers.
Monografien
- Familiäre Konsequenzen ökonomischer Deprivation. Psychologie Verlagsunion, Weinheim 1988, ISBN 978-3-621-27058-8 (zugleich Technische Universität Berlin, Dissertation)
- Familienpsychologie. Springer, Wiesbaden 1999, ISBN 978-3-531-17163-0

Herausgeberbände
- Mit Beate Schwarz: Was wird aus den Kindern? Chancen und Risiken für die Entwicklung von Kindern aus Trennungs- und Stieffamilien. Juvebta, Weinheim 2002, ISBN 978-3-7799-1397-9
- Mit Jörg Fichter und Katrin Normann: Hochkonflikthafte Trennungsfamilien. Forschungsergebnisse, Praxiserfahrungen und Hilfen für Scheidungseltern und ihre Kinder. Beltz, Weinheim 2013, ISBN 978-3-7799-2436-4
- Mit Klaus Hurrelmann, Ullrich Bauer und Matthias Grundmann: Handbuch Sozialisationsforschung. Beltz, Weinheim 2015, ISBN 978-3-407-83183-5
- Mit Thomas Rauschenbach und Susanne Kuger: Aufwachsen in Deutschland 2019 – Alltagswelten von Kindern, Jugendlichen und Familien. WBV Media, Bielefeld 2021, ISBN 978-3-7639-6243-3
- Mit anderen: Praxis der Paar- und Familientherapie (Buchreihe im Hogrefe Verlag)